# 12 Regiment Pieszy Koronny

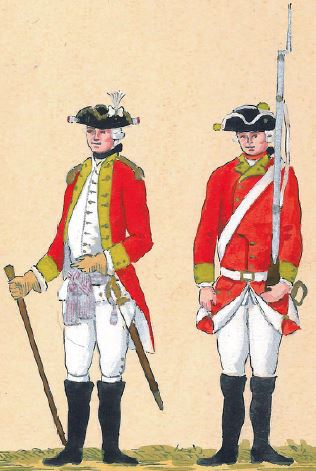
Żołnierze regimentu Kaliksta Ponińskiego w 1775

12 Regiment Pieszy Koronny – oddział piechoty armii koronnej wojska I Rzeczypospolitej.

## Formowanie i zmiany organizacyjne
Formowanie regiment pieszego im. Ponińskich rozpoczął Kalikst Poniński w 1775, ale dopiero w I połowie 1778 oddział osiągnął pełny stan. Regiment rozpoznawany był po nazwiskach swoich szefów: Kaliksta Ponińskiego (do 1786), Józefa Lubomirskiego (1786-1787) i Jana Józefa Malczewskiego (1787-1793).
Sejm roku 1776 ułożył nowy etat wojska, zmieniając znacznie jego strukturę. Regiment miał liczyć 6 kompanii, w sumie 353 żołnierzy, a praktycznie w 1778 roku 353 głowy. W 1786 roku nadal liczył 353 żołnierzy. Wchodził w skład Dywizji Ukraińsko-Podolskiej.
W 1786 roku wprowadzono numeracje regimentów piechoty od 1 do 14. Regiment gwardii pozostał bez numeru. Regiment uzyskał numer 12.
Reformy Sejmu Wielkiego zwiększyły stany polskiej piechoty w poszczególnych regimentach. Etaty z października 1789 i maja 1792 roku zakładały istnienie regimentu składającego się z dwunastu kompanii uszykowanych w trzy bataliony, w tym jeden grenadierski i dwa fizylierskie. W praktyce nigdy takiej organizacji nie osiągnięto. Jedynie w 1790 rozbudowano regiment o dwie kompanie. W przededniu wojna w obronie Konstytucji 3 maja 12 regiment piechoty szefostwa Jana Malczewskiego liczył 1331 żołnierzy.
17 maja 1793 w Cudnowie został wcielony (złożył przysięgę) do rosyjskiej armii i otrzymał nazwę Izjasławskiego Pułku Grenadierów.

## Barwy regimentu
- po 1776: wyłogi jasnozielone (papużaste), guziki złote[9]

W roku 1789 zmieniono poważnie krój i kolor mundurów piechoty. Składał on się z kurtki zimowej koloru granatowego z wyłogami papurzastymi, naramiennikami złotymi, Lejbika białego ze stojącym kołnierzem, w lecie koletu sukiennego w kolorze białym z wykładkami podobnymi do wyłogów, zapinanego na guziki żółte od dołu do góry, długich białych spodni wkładanych do butów kroju węgierskiego, wysokich do kolan i wyciętych z tyłu, a wreszcie z kołpaka okrągłego filcowego, wysokiego na około 30 cm, z sukiennym wierzchem pąsowym, daszkiem i blachą mosiężną z orłem. Żołnierze nosili poza tym halsztuki i naramiennik z czarnej szmelcowanej blachy z nicianym kutasem, jako strój zaś koszarowy – kitle i furażerki. Mundury były o wiele wygodniejsze i pozwalały na większą swobodę ruchów. Strój oficerów różnił się barankowym czarnym obszyciem czapek i galonami. Roczny koszt umundurowania piechura (wraz z przymunderunkiem) wynosił 111 zł.
- podczas insurekcji kościuszkowskiej: wyłogi jasnozielone (papużaste), guziki złote[9].

## Żołnierze regimentu
Stanowisko szefa regimentu, związane z wielkimi poborami, było najczęściej uważane za synekurę. Szefowie posiadali prawo fortragowania (przedstawiania do awansu) oficerów. Regimentem dowodził zazwyczaj pułkownik. Do 1790 roku w sztabie służyło dziesięciu oficerów. Byli to: szef regimentu, pułkownik, podpułkownik, major, regimentskwatermistrz, adiutant, audytor i regimentsfelczer. Szefa i pułkownika w dowodzeniu kompaniami zastępowali kapitanowie sztabowi. W kompaniach do 1790 roku było dwóch kapitanów, sześciu poruczników i sześciu chorążych. Zatem w regimencie znajdowało się 24 oficerów wyłączając kapelana.

W związku z podniesieniem etatu całego wojska w 1790 roku pojawili się: drugi major, trzeci i czwarty kapitan z kompanią, trzeci kapitan sztabowy, prawdopodobnie drugi porucznik adiutant, siódmy i ósmy porucznik, siódmy i ósmy chorąży i ośmiu podporuczników. Podniosło to liczbę etatową oficerów do 40 osób.
Szefowie
- książę Kalikst Poniński (19 maja 1775),
- Piotr Ożarowski (kasztelan wojnicki 18 marca 1785),
- książę Józef Lubomirski (17 marca 1786),
- Jan Józef Malczewski (18 lutego 1788).

Pułkownicy
- Aleksander Mycielski,
- Józef Jankowski (1786),
- Fabian Ojrzyński (1787),
- Ludwik Trokin
- Józef Piotrowski (1792).
- Filip Hauman

## Walki regimentu

12 Regiment Pieszy Koronny uczestniczył w 1792 w VII wojnie polsko-rosyjskiej toczonej w obronie Konstytucji 3 Maja. Szef: Jan Józef Malczewski (ojciec poety Antoniego). Stan osobowy: 1389 ludzi.
Bitwy i potyczki
- bitwa pod Boruszkowcami (15 czerwca 1792),
- Zasław, bitwa pod Zieleńcami (17 czerwca),
- Włodzimierz (7 lipca),
- bitwa pod Dubienką (18 lipca).

## Hierarchia regimentu
Przez większa część swego istnienia regiment nosił numer 12. Tylko przez pewien czas w 1790 używał numeru 13.
Schemat
- regiment pieszy Ponińskiego (1775-1786) → regiment 12 pieszy koronny (1788-1790) → regiment 13 pieszy koronny (1790) → regiment 10 pieszy koronny (1790-1793) ↘ 17 V 1793 przejęty przez wojska rosyjskie i przemianowany na Izjasławski pułk grenadierów